# Cilunculus ateuchus
Cilunculus ateuchus is een zeespin uit de familie Ammotheidae. De soort behoort tot het geslacht Cilunculus. Cilunculus ateuchus werd in 2004 voor het eerst wetenschappelijk beschreven door Bamber. 